# Eric Renner
Eric Renner (Filadelfia, 1941 – Las Cruces, 9 aprile 2020) è stato un fotografo statunitense.
Si può affermare che Eric Renner sia stato probabilmente l'esponente più importante e riconosciuto del fenomeno della cosiddetta fotografia stenopeica (pinhole photography) mondiale dal 1970 in poi

## Biografia
Eric Renner nacque da Richard, un artista grafico, e da Emma (Josie) Wallach. Cresciuto ad Ambler, ha studiato all'Università di Cincinnati e alla Cranbrook Academy of Art nel Michigan.
Non sono note le vicende dopo la fine degli studi, sappiamo che si trasferì nel Nuovo Messico a Santa Fe e successivamente nella Mimbres Valley dove si costruì una casa dove già iniziava a sperimentare con il foro stenopeico.
Renner e sua moglie Nancy Spencer hanno creato Pinhole Resource, una sorta di centro senza scopo di lucro dove poter scambiare ogni tipo di informazione e di libri sulla fotografia stenopeica a livello mondiale. Dal 1985 al 2006 nacque l'organo ufficiale, il giornale Pinhole Journal in cui sono stati pubblicate tutte le ricerche teoriche più interessanti, le "macchine" autocostruite, gli accessori, le immagini proposte dai fotografi del mondo. Pinhole Journal è stata l'unica rivista a livello internazionale dedicata a questa specifica produzione fotografica.
Renner è stato presente con le sue immagini in varie mostre sia in America che in vari paesi del mondo: Cina, Canada, Brasile, Francia, Polonia, collettive e personali. Non va dimenticata la sua presenza, grazie alla partecipazione di Dominique Stroobant alla prima grande mostra internazionale di Fotografia Stenopeica che si è tenuta in Europa presso il Santa Maria della Scala di Siena nel 2002, per la direzione di Alessandro Mlach e Mauro Tozzi, cui presero parte i fotografi maggiormente accreditati in quel momento come Thomas Bachler, Dianne Bos, Volkmar Herre, Nilufar Izadi, Jürgen Königs, Nancy Spencer, Dominique Stroobant, Mieko Tadokoro, Ilan Wolff ed altri, con la prefazione di Omar Calabrese e Fabio Amodeo, a cura di Visionaria.
Renner e Spencer hanno donato 6000 fotografie di 500 fotografi, provenienti da 35 paesi, al New Mexico History Museum di Santa Fe nel 2013.
Renner è morto improvvisamente per un attacco di cuore. Lascia la moglie e collaboratrice Nancy Spencer, i figli Zephyr e Yarian, la sorella Susan Schoenfeld, oltre a vari nipoti sparsi per gli Stati Uniti.

## Pubblicazioni
- The International Pinhole Photography Exhibition, con Bobbe Besold, The Center, 1989 digitalizzato nel 2017 e rieditato) - ISBN 978-0-929-76201-2
- Pinhole Photography, Focal Press, 2008 - ISBN 978-0-240-81047-8
- American Disguise, Flying Monkey Press, 2008 - ISBN 978-0-979-14530-8
- Pinhole Photography : From Historic Technique to Digital Application, Taylor & Francis Ltd, 2016 - ISBN 978-1-138-13773-8